# 「和平解決巴勒斯坦問題及實施兩國解決方案」高級別國際會議
「和平解決巴勒斯坦問題及實施兩國解決方案」高級別國際會議是一場聚焦以色列及巴勒斯坦國「兩國方案」落實的國際會議，於2025年7月28日至30日在美國紐約舉行。這場會議是根據聯合國大會於2024年12月通過的一項決議召開，當時決議以157票贊成、7票反對獲得通過。
會議原定於6月17日至20日舉行，但因以伊戰爭爆發而延期。
這次會議旨在推動一項獲得廣泛支持的國際框架，重點議題包括：解除哈馬斯的武裝、促成加沙地帶人質獲釋、改革巴勒斯坦權力機構，以及衝突後的重建與規劃工作，其中亦包括對兩國方案的進一步考慮。
會議最後通過一份宣言，提出一項為期15個月的行動計劃，目標是在期限內建立一個主權獨立的巴勒斯坦國。
法國與馬耳他已宣佈，計劃於2025年9月前正式承認巴勒斯坦，聖馬力諾則預計會在年底前加入行列；同時，加拿大與英國亦表示，視若干條件而定，考慮在當年9月前作出有條件的承認。針對巴勒斯坦建國的後續峰會，將於2025年9月舉行。

## 背景
2024年9月27日，沙地阿拉伯外交大臣費薩爾·本·法爾漢·阿勒沙特在第79屆聯合國大會期間於紐約出席一場部長級會議時，宣佈成立一個推動落實兩國方案的「全球聯盟」。
其後，聯合國大會於同年12月4日通過決議，倡議召開一場最高級別的國際會議，原定於2025年6月2日至4日舉行，目的是要推動巴勒斯坦建國進程邁向不可逆轉的階段，並計劃於5月先行舉行籌備會議。
為籌備是次會議，法國外交部長讓-諾埃爾·巴羅於5月24日在巴黎主持一場工作會議，邀請來自沙地阿拉伯、埃及及約旦的外交部長參與。法國總統伊曼努爾·馬克龍其後在訪問印尼期間強調，只有透過政治解決方案，才能恢復地區和平並推動長遠重建。
6月3日，巴羅表示，法國正履行其在聯合國主持下協助召開國際會議的角色，並指出巴黎方面正努力確保峰會帶來具體且具雄心的成果。
2025年6月9日，巴勒斯坦總統馬哈茂德·阿巴斯分別致函法國總統馬克龍及沙地阿拉伯王儲穆罕默德·本·薩勒曼，公開譴責哈馬斯於2023年10月7日發動的襲擊，並支持對哈馬斯解除武裝。他明言哈馬斯不應參與加沙地帶的管治事務。
阿巴斯亦承諾，將推動巴勒斯坦權力機構改革，並於一年內舉行選舉，此外更邀請阿拉伯及國際維和部隊進駐加沙，以協助穩定當地安全形勢。
不過，2025年6月11日，美國當勞·特朗普政府呼籲各國不要參與該場國際會議，並警告稱，若會議採取任何被視為對以色列不友善的行動，將可能引發外交後果。聲明亦重申，美國反對任何單方面承認巴勒斯坦國的舉動。

### 對巴勒斯坦國的承認

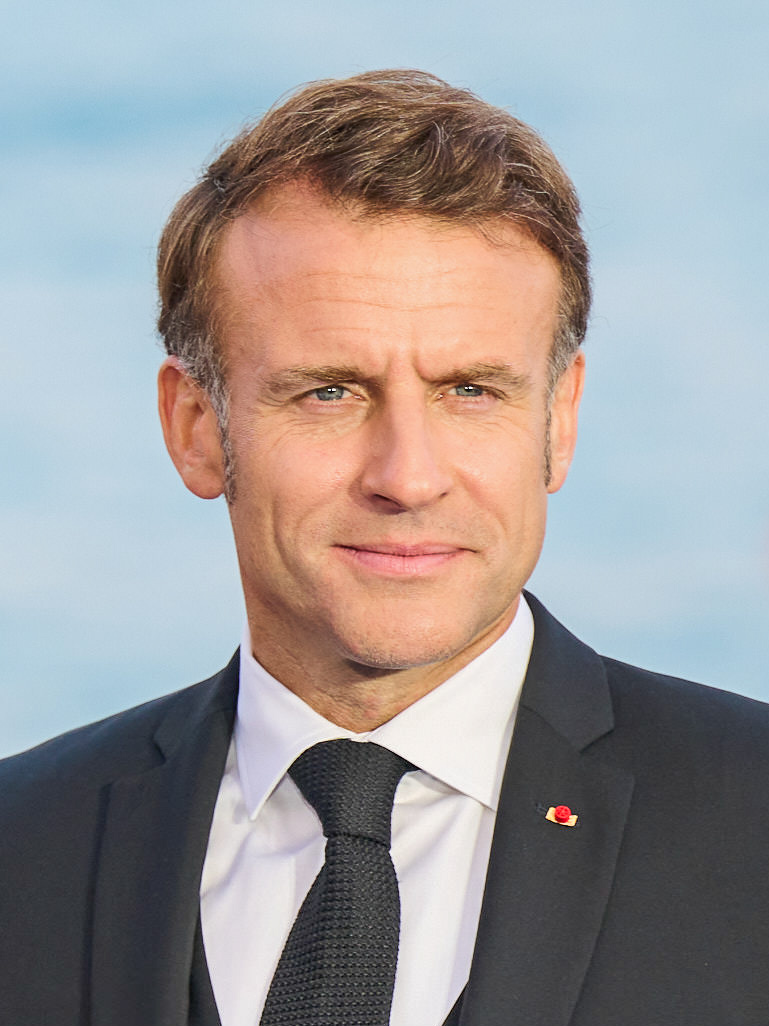
法國總統伊曼努爾·馬克龍於2025年7月宣佈，法國將正式承認巴勒斯坦。為推動這一舉措，法國在會議舉行前曾積極遊說多個西方盟國，期望促成更多國家一同承認巴勒斯坦國地位。

會議原本的主要目的，就是爭取更多國際社會對巴勒斯坦建國的承認。不過該會議後來因故延期。
截至會議舉行時，聯合國193個成員國中，已有147個國家，即大約76%，承認巴勒斯坦為主權國家。
與此同時，以色列總理本雅明·內塔尼亞胡領導的政府則選擇與美國一同杯葛此次會議。該政府反對巴勒斯坦建國，根據美聯社報道，內塔尼亞胡政府更傾向維持現狀——即由以色列維持整體控制，並讓以色列人享有比巴勒斯坦人更多的權利。
早於2025年5月，馬克龍已曾表示，法國可於會議期間考慮承認巴勒斯坦。不過以色列政府隨即否決這項建議，並批評此舉及整場會議是在「獎勵哈馬斯」。
法國外交部長讓-諾埃爾·巴羅則回應，呼籲內塔尼亞胡重新審視其於2009年曾發表的支持兩國方案的立場。
在會議正式召開前夕的2025年7月24日，馬克龍宣佈，法國將於聯合國大會第80屆會期期間舉行儀式，正式承認巴勒斯坦國。
馬耳他總理羅伯特·阿貝拉起初亦表明，會在會後承認巴勒斯坦，不過此一決定其後有所延遲。
此外，2025年6月，全國公共廣播電台記者丹尼爾·埃斯特林引述消息指，比利時、盧森堡、克羅地亞與希臘預計會在會議期間宣佈承認巴勒斯坦。
據《政客》報道，法國亦正積極遊說荷蘭與英國加入承認行列。

## 會議
挪威外交部部長埃斯本·巴特·艾德宣佈，挪威將撥款2億挪威克朗援助巴勒斯坦政府，以協助其應對自2023年10月以色列凍結稅收轉撥以來所引發的財政危機。

### 國際承認動向
會議進入第二日，英國政府宣佈，除非以色列就加沙戰爭達成停火協議，並停止对約旦河西岸的吞併行動，否則英國將於2025年9月正式承認巴勒斯坦。
馬耳他亦表示，將於聯合國大會9月會期期間承認巴勒斯坦；聖馬力諾則預計會在年底前完成承認程序。
然而，《耶路撒冷郵報》指出，法國在會中積極推動國際承認巴勒斯坦國，但整體成效有限，包括日本、新加坡、韓國與澳洲等國均表明暫不打算承認。
7月29日晚間，15個國家共同簽署一份名為《紐約呼籲》的聯合聲明。聲明形容承認巴勒斯坦是「實現兩國方案的重要一步」，並預示未來數月可能有更多國家跟進。
聲明發佈後，盧森堡隨即表態，正「傾向於」於9月正式承認巴勒斯坦。
加拿大方面則提出條件式承認，表示若巴勒斯坦落實非軍事化，並在2026年舉行一場不涉及哈馬斯的民主選舉，加拿大將於今年9月給予正式承認。
紐西蘭則表明，不會在目前階段承認巴勒斯坦。
下一場有關巴勒斯坦建國問題的後續峰會定於2025年9月22日舉行，屆時預計將有多國元首及政府領袖出席。

### 《紐約宣言》
在本次紐約會議上，一份長達七頁的《紐約宣言》正式發佈，提出一項歷時15個月的分階段計劃，旨在建立一個非軍事化並享有主權的巴勒斯坦國。
計劃指出，巴勒斯坦權力機構將負責治理整個巴勒斯坦領土，而聯合國將設立臨時維和部隊，在過渡期間為當地居民提供安全保障。
宣言鼓勵各國儘早承認巴勒斯坦的主權地位，同時明確譴責2023年10月7日發生的襲擊事件，呼籲哈馬斯全面解除武裝並放棄對加沙的控制。這亦被視為阿拉伯國家首次就哈馬斯的行動作出公開譴責。
為確保會議決議落實到位，宣言亦設立一個專責委員會，負責設計與監督所有必要機制，並實施具約束力的持續跟進。
委員會由19個國家組成，法國與沙地阿拉伯擔任聯席主席，並納入此次會議中八個小組委員會的17位主席，組成一個橫跨多領域的高層協調架構。
《紐約宣言》已獲多國及國家組織依序表態支持：
- 法國
- 沙烏地阿拉伯
- 巴西
- 加拿大
- 埃及
- 印度尼西亞
- 愛爾蘭
- 義大利
- 日本
- 约旦
- 墨西哥
- 挪威
- 塞内加尔
- 西班牙
- 土耳其
- 英国
- 欧洲联盟
- 阿拉伯国家联盟

## 反應
在會議首日，美國國務院發表聲明，明確拒絕參與並批評會議本身既「無效」亦「時機不當」。聲明強調，該會議不但無助於推動中東和平進程，反而可能延長衝突，向哈馬斯釋出錯誤訊號，讓其破壞行為變相獲得獎賞，並進一步削弱對持久和平的真正努力。
2025年7月30日，以色列議會議長阿米爾·奧哈納在日內瓦的各國議會聯盟會議上發言時表示，如果要建立巴勒斯坦國，不如考慮在倫敦或巴黎成立。
中华人民共和国外交部发言人郭嘉坤表示，中華人民共和国欢迎该会议的召开，赞赏沙特阿拉伯和法国为此做出的努力。